# Gentle Giant
I Gentle Giant sono stati un gruppo musicale tra i più rappresentativi del rock progressivo britannico degli anni settanta.
La band è nota per la complessità e la raffinatezza della sua musica e per le varie abilità musicali dei suoi membri, visto che tutti i membri della band erano polistrumentisti. Hanno ottenuto un discreto successo commerciale e un importante seguito di fan della loro musica.
La band dichiarava che il suo scopo era quello di "espandere le frontiere della musica popolare contemporanea con il rischio di trasformarsi in una band molto impopolare", posizione che tuttavia cambiò in modo significativo nel corso del tempo.
Vero è che la musica di Gentle Giant era considerata complessa anche per gli standard del rock progressivo più avanzato, attingendo a un'ampia gamma di musica tra cui il folk, il soul, il jazz e la musica classica. A differenza di molti dei loro contemporanei che facevano parte della stessa corrente musicale, le influenze "classiche" dei Gentle Giant andavano ben oltre il romantico e incorporavano elementi di musica da camera medievale, barocca e moderna. Oltre a ciò la band prediligeva anche ampi temi testuali, traendo ispirazione non solo dalle esperienze personali dei componenti, ma dalla filosofia e dalle opere di François Rabelais e R. D. Laing. Nel 2015 i componenti dei Gentle Giant sono stati premiati con il premio alla carriera ai Progressive Music Awards.

## Storia

### Gli esordi
All'inizio degli anni '60 i tre fratelli Shulman (Derek, Phil e Ray) vivevano in Scozia, a Glasgow, ma nel 1948 il padre, che faceva il rappresentante di giorno, mentre di notte suonava la tromba in un gruppo jazz, si dovette trasferire a Portsmouth. I tre fratelli vivevano in un contesto molto stimolante dal punto di vista musicale: Ray imparò a suonare la tromba quando aveva cinque anni, e il violino due anni dopo. Phil era un jazzista. I tre fratelli dal 1966 al 1969 formarono Simon Dupree and the Big Sound. La band riuscì ad andare in tour e a evolvere il proprio sound, fino a raggiungere un discreto successo, entrando nella classifica inglese con il brano musicale Kites. Nel 1969 gli Shulman decisero di cambiare il loro timbro musicale, più affine al jazz e al prog, un sound dove poter sperimentare.
(Ray Shulman)
(Phil Shulman)
Successivamente i tre fratelli trovarono un manager, Gerry Bron, che li accordò con una paga settimanale, fornendo loro strumentazione e mezzi per permettergli di costruire il proprio sogno.  Lo stesso Bron consigliò alla band di cambiare nome, e Phil	disse "Ci disse che sapevamo suonare sia in maniera gentile che in maniera forte: eravamo dei Giganti Gentili".	
Così i Gentle Giant, insieme al batterista Martin Smith (già presente nei Simon Dupree and the Big Sounds), erano alla ricerca di un tastierista così trovarono agli inizi	degli anni '70 Kerry Minnear. Minnear, che viveva in Germania, si trasferì per sei mesi a casa di Phil e della moglie Roberta, a Portsmouth. 
(Phil Shulman)
Il passo successivo fu quello di cercare un chitarrista. Le audizioni furono lunghe; venne infine scelto il chitarrista blues Gary Green, che era stato il quarantacinquesimo provinante.
(Gary Green)
Il primo concerto con il nome Gentle Giant fu nel maggio del 1970 e l'afflusso del pubblico fu decisamente scarso.

### Gentle Giant
Nell'agosto del 1970 i Gentle Giant decisero di entrare ai Trident Studios di Londra. L'album omonimo venne pubblicato il 27 novembre del 1970. Il produttore Tony Visconti, disse che il gruppo durante la composizione dei pezzi si ritirò in campagna per restare isolati dal mondo, Ray Shulman in un'intervista disse: "Effettivamente in quel periodo molte persone si ritiravano in campagna... noi ci siamo ritirati in un pub!" 
Con il passare del tempo i Gentle Giant divennero una band di supporto molto richiesta. Riuscirono ad aprire i concerti di molti artisti prog affermati.	

### Acquiring the Taste
Nel 1971, i Gentle Giant pubblicano Acquiring The Taste, registrato agli Air e Advision Studios. Dopo l'uscita dell'album, il manager Gerry Brown lascia la band, lasciando entrare in scena la World Wide Artist WWA, che cercò di dare maggiore visibilità alla band, in particolar modo in America.

### Three Friends
Nel 1972 ci fu un altro cambiamento, il batterista Martin Smith venne sostituito dall'appena diciottenne Malcom Mortimore.  In quel periodo i Gentle Giant erano di supporto ai Jethro Tull in Europa. Finito il tour, cominciarono a registrare nuove canzoni, senza Visconti. Le registrazioni del nuovo album Three Friends iniziarono nel gennaio del 1972 ai Command Studios di Piccadilly, è il primo concept album di produzione statunitense.
Nel marzo del 1972, un brutto incidente coinvolse il giovanissimo batterista Mortimore, e con il tour alle porte i Gentle Giant dovettero cercare un sostituto, e trovarono John Weathers. 
Finito il tour, Phil chiamò Mortimore e gli disse che John avrebbe continuato a suonare con i Gentle Giant anche dopo la sua guarigione. 
Durante la tournée in America, i Gentle Giant suonarono da gruppo spalla a Yes, Black Sabbath, Eagle e ancora Jethro Tull. Fecero un tour anche in Europa con ben quindici date in Italia, e spettò agli Area di Demetrio Stratos aprire i loro show

### Octopus
Nel dicembre del 1972 i Gentle Giant pubblicarono il loro quarto album, Octopus. Questa volta alle percussioni c'era John Weathers, che venne confermato dopo la tournée di Three Friends. 
Octopus  è considerato l'album più maturo della band. Nel 1973 cominciò una tournée in America con qualche data anche in Canada. Ma alla fine del tour si chiuse il primo capitolo della band: Phil Shulman decise infatti improvvisamente di lasciare la band.

### Dopo Phil Shulman
Phil Shulman, uno dei membri fondatori, il più anziano dei tre fratelli, polistrumentista, voce solista, autore della gran parte dei testi e supervisore di tutta l’attività creativa del Gigante, decide di lasciare il gruppo e abbandonare l’attività musicale, almeno dal punto di vista professionale, forse la decisione di lasciare i Gentle Giant è maturata a seguito di un’età piuttosto avanzata per un musicista rock (Phil aveva 36 anni quando prese questa decisione). Il più grande dei fratelli Shulman decide di ritornare alla sua prima attività, quella di docente di musica.
La band senza Phil è a un passo dallo scioglimento definitivo. Ma Ray e Derek Shulman, insieme a Kerry, Gary e John, superano il "trauma" e decidono di andare avanti e continuano a promuovere Octopus in America.

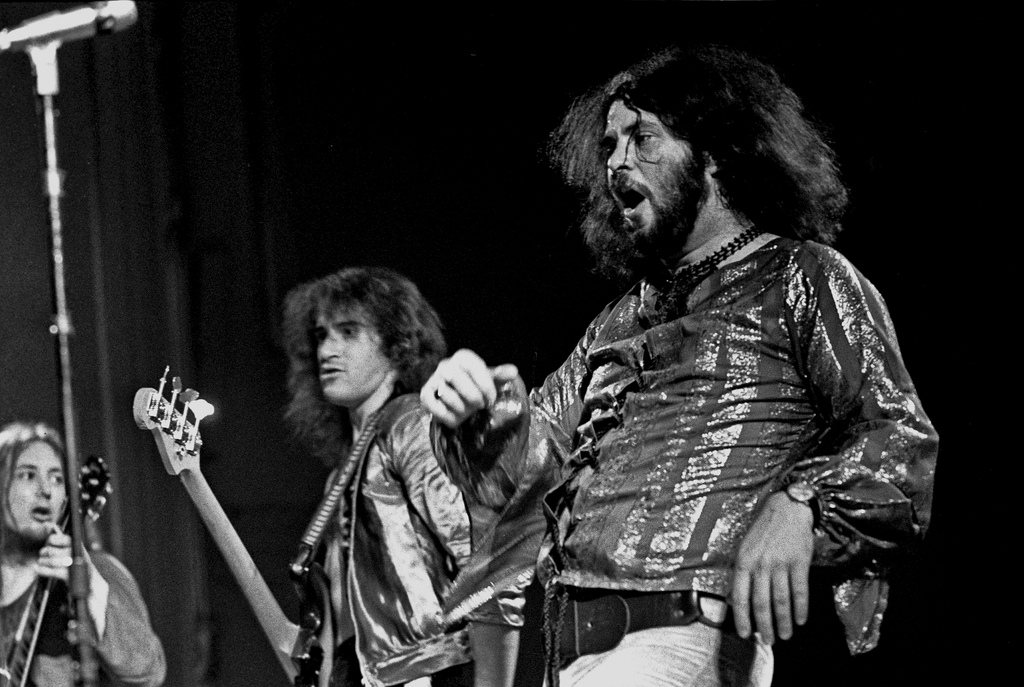
Gentle Giant Amburgo 1974

### In a Glass House
I Gentle Giant trovano le forze per continuare, mentre il fratello maggiore Phil è partito per un tour nordamericano. La band lascia la Vertigo e nel settembre del 1973 registrano In a Glass House; anche quest'album, come Three Friends, è un concept di sei brani. L'album non venne pubblicato negli Stati Uniti per volontà della Columbia per niente convinta della sua spendibilità commerciale, ciononostante anche negli Stati Uniti le vendite andarono bene.

### The Power and the GloryeFree Hand
Nell'estate del 1974 i Gentle Giant registrano The Power and the Glory. 
In perfetto stile prog rock anni '70, l'album è un concept incentrato sulla storia di un monarca, non ben definito.
(Derek Shulman)
Nello stesso anno, la band comincia a riscuotere un discreto successo, in particolar modo in Canada, ed effettua un tour in Europa e Nord America. Da notare alcune date importanti negli Stati Uniti, in cui aprono i concerti di Frank Zappa e dei Return to Forever di Chick Corea. 
Nell'anno successivo (1975) la band, ormai sempre più presente in Europa e in America, fa diverse apparizioni televisive e registrazioni radiofoniche.
Nell'aprile del 1975 firmano un nuovo contratto discografico per la Chrysalis Records, etichetta che li accompagnerà fino al loro scioglimento. I rapporti con la precedente etichetta WWA si complicarono parecchio, dato che più volte quest'ultima cercò di indirizzare la band verso suoni più commerciali. Esce così Free Hand, il loro album di maggior successo commerciale, che raggiunse la posizione n.48 nella US Billboard 200, mentre nel Regno Unito le vendite non furono molto esaltanti.
Free Hand è l'album che chiude in qualche modo la parentesi giantsiana mantenendo suoni più medievali.

### Interview,The Missing Piece,Giant for a DayeCivilian
Il 1976 fu l'anno dell'inizio della crisi della musica prog, e le varie band come Genesis, Yes e Van der Graaf Generator soffrono dell'influenza punk che cavalca sempre più la scena musicale dell'epoca.
Nel 1976 pubblicano Interview, che si allontana dai tipici schemi prog precedenti. L'album non segue le stesse vendite del precedente e viene considerato una sorta di follow-up concettuale. Successivamente usciranno The Missing Piece e Giant for a Day, album in cui la band abbandona il prog e si presta a sonorità più pop. Per ultimo la band si trasferisce negli Stati Uniti dove registra nel 1979 e pubblica nel 1980 Civilian, album influenzato già dalle sonorità elettroniche degli anni '80.
Da lì a poco, nell'estate del 1980 il gruppo musicale termina la propria produzione artistica.

### Anni '90
Negli anni novanta si sono verificati diversi eventi sintomatici di un desiderio di riscoperta di questo gruppo; sono stati pubblicati diversi live con registrazioni dei concerti dell'era classica del gruppo e molti tribute album; sono nati nuovi fan club e siti web di estimatori che hanno persino cercato di convincere, senza successo, i membri del gruppo (nel 1997) a suonare in un concerto di reunion.
Nel 2005, in occasione del trentacinquesimo anniversario della fondazione della band, sono state pubblicate numerose edizioni rimasterizzate degli album classici, con tracce bonus e packaging originali.
Nel 2008 debutta una "cover band" che si denomina inizialmente "Rentle Giant" per poi ufficializzarsi in Friends. Ne fanno parte Kerry Minnear, Malcolm Mortimore, Gary Green (tre dei Gentle Giant) più Roger Carey, John Donaldson, Andy Williams, Mick Wilson. Il gruppo va in tour riproponendo con immutata maestria pezzi scelti del repertorio giantiano. Nel 2009 Minnear lascia il gruppo.

## Stile musicale
Le origini stilistiche del gruppo vanno fatte in parte risalire alle esperienze dei tre fratelli Shulman nel gruppo Simon Dupree & the Big Sound, formazione che eseguiva musica rhythm and blues e che nel suo ultimo periodo si era votata alla psichedelia. A seguito del dissolvimento del gruppo, nacquero i Gentle Giant, scaturiti dall’innesto di nuovi strumentisti che affiancarono i tre Shulman, e musicalmente dall’abbandono dei generi eseguiti precedentemente dal nucleo fondante e dall’acquisizione di moduli stilistici originali. Il genere in cui i Gentle Giant si iscrivono di diritto è il progressive, che caratterizzò la musica inglese di fine anni sessanta e anni settanta. Ma il gruppo, con un creativo amalgama fra gli strumenti musicali classici del rock e quelli inusuali per la musica del tempo quali oboi, violini, corni e violoncelli, seppe proporre una innovativa mescolanza di stili che spaziavano dalle dissonanze di certa musica da camera a quella più propriamente classica con miscele di rock unito al jazz delle origini del sassofonista Phil Shulman. I primi quattro album furono inoltre contraddistinti da armonie vocali contrappuntate dal sapore barocco e con frasi madrigalesche condite da passaggi di flauto dolce di stampo medievale.
Dal 1973, con l'abbandono di Philip Shulman, la formazione approda a un sound più essenziale e ritmico, senza tuttavia rinunciare a quegli elementi contrappuntistici e poliritmici che, abbinati a un uso originale e polifonico della vocalità, contraddistinguono l'essenza di un sound che resta unico nel panorama progressive di quegli anni. Soltanto a partire dal 1978, in parte con "The Missing Piece" (che contiene ancora ottimi spunti), ma soprattutto con i due ultimi album si assisterà a un inaridimento della vena creativa e la band finirà per approdare a un sound decisamente più commerciale ma poco connotante.

## Influenza
Nei primi anni della loro storia i Gentle Giant ebbero un periodo di grande successo in molte nazioni europee (Regno Unito escluso), come avvenne anche per i Genesis e i Van der Graaf Generator. In Italia, in particolare, divennero celebri soprattutto grazie alla trasmissione radiofonica Per voi giovani di Renzo Arbore, condotta dallo stesso Arbore e poi da Mario Luzzatto Fegiz, Paolo Giaccio, Richard Benson e da Carlo Massarini, ed ebbero molto spazio anche sulle pagine della rivista Ciao 2001, nota per aver reso celebri molti altri nomi minori della scena musicale dell'epoca, tra cui anche gruppi destinati a scomparire molto presto. Non è dunque un caso che i Gentle Giant abbiano influito in modo importante sui gruppi progressive italiani come Premiata Forneria Marconi (si pensi per esempio all'album Chocolate Kings), Banco del Mutuo Soccorso, Elio e le storie tese e gli stessi Goblin, autori della nota colonna sonora del film Profondo Rosso. Fra gli altri gruppi che dichiaratamente si sono ispirati ai Gentle Giant, si possono citare Spock's Beard, Echolyn, Stormy Six, Haken e il supergruppo progressive rock Transatlantic.

## Formazione
- Ray Shulman - basso, cori, violino, tromba, chitarra acustica, flauto, percussioni
- Derek Shulman - voce solista, cori, sassofono, basso, flauto, percussioni
- Kerry Minnear - sintetizzatore, organo, pianoforte, cori, voce solista occasionale, vibrafono, violoncello, oboe, percussioni
- Gary Green - chitarra elettrica, cori, chitarra acustica, chitarra a 12 corde, flauto, percussioni
- John Weathers - batteria, xilofono, percussioni, chitarra acustica, voce solista occasionale

### Ex componenti
- Phil Shulman - polistrumentista in strumenti a fiato, seconda voce solista, cori (1970-1972)
- Martin Smith - batteria (1970-1971)
- Malcolm Mortimore - batteria (1972)

## Discografia

### Album in studio
- 1970 - Gentle Giant
- 1971 - Acquiring the Taste
- 1972 - Three Friends
- 1972 - Octopus
- 1973 - In a Glass House
- 1974 - The Power and the Glory
- 1975 - Free Hand
- 1976 - Interview
- 1977 - The Missing Piece
- 1978 - Giant for a Day
- 1980 - Civilian

### Live
- 1977 - Playing the Fool
- 1994 - Gentle Giant in Concert (registrazione del 1978)
- 1996 - The Last Steps (registrazione del 1980)
- 1998 - Out of the Fire: The BBC Concerts

### Video
- 2005 - Giant on the Box (DVD)
- 2006 - GG at the GG - Sight & Sound in Concert (DVD)

### Raccolte
- 1996 - Out of the Woods
- 1996 - Edge of Twilight
- 1997 - Under Construction
- 2000 - Totally Out of the Woods: The BBC Sessions
- 2004 - Scraping the Barrel
- 2012 - I Lost My Head - The Crysalis Years
- 2013 - Memories of Old Days
- 2017 - Three Piece Suite
- 2019 - Unburied Treasures